# Bulletin of the Atomic Scientists

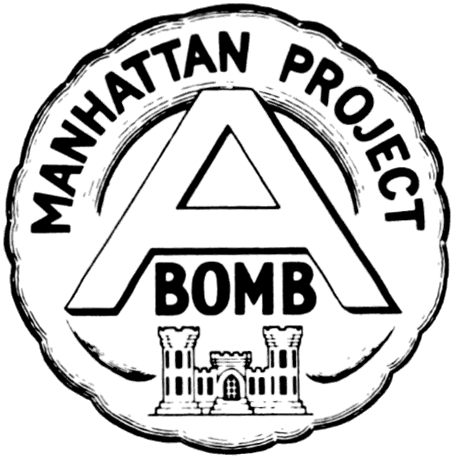
Manhattanprojektets emblem

Bulletin of the Atomic Scientists (sv. Atomforskarnas bulletin) är en icke vinstdrivande organisation för globala säkerhetshot. De står bakom både en akademisk tidskrift och en gratis webbsida. Organisationen har varit verksam sedan 1945, då den grundades av forskare från manhattanprojektet, häribland Albert Einstein, och har gjort sig internationellt känd genom att ange tiden för den så kallade domedagsklockan. År 2021 slog organisationen fast att världen var närmare en global katastrof än någonsin, när de ställde om domedagsklockan till rekordtiden "en minut och 40 sekunder till midnatt".